# French Championships 1962
Turniej tenisowy French Championships, dziś znany jako wielkoszlemowy French Open, rozegrano w 1962 roku w dniach 21 maja - 2 czerwca, na kortach im. Rolanda Garrosa w Paryżu.

## Zwycięzcy

### Gra pojedyncza mężczyzn
Rod Laver -  Roy Emerson 3–6, 2–6, 6–3, 9–7, 6–2

### Gra pojedyncza kobiet
Margaret Smith Court -  Lesley Turner Bowrey 6–3, 3–6, 7–5